# Floris al III-lea de Olanda
Floris al III-lea (n. 1141 – d. 1 august 1190, Antiohia) a fost conte de Olanda de la 1157 până la moarte.

## Viața
Floris a fost fiul contelui Dirk al VI-lea de Olanda cu Sofia de Rheineck, moștenitoare de Bentheim. În 28 septembrie 1162, el s-a căsătorit cu Ada, soră a regelui William I al Scoției, supranumit William Leul. Comitatul de Olanda a adoptat de la acesta blazonul cu leul ridicat pe labele dinapoi.
Floris a fost un vasal loial față de împăratul Frederic I Barbarossa. El l-a însoțit pe acesta în două dintre expedițiile din Italia, în 1158 și în 1176–1178. Frederic i-a fost recunoscător făcându-l pe Floris membru al nobilimii imperiale.
Împăratul i-a oferit lui Floris dreptul tarifar asupra Geervliet, cea mai importantă stație de impozitare de pe teritoriul Olandei din acea vreme. De fpat, măsura a fost legalizarea unei stări de fapt, dat fiind că perceperea taxei fusese impusă de conții de Olanda încă din secolul al XI-lea.
Mulți fermier au venit în Olanda pentru a transforma regiunea mlăștinoasă în pământ agricol. Au fost construite diguri și zăgazuri, iar frontierea dintre Olanda și Episcopatul Utrecht a trecuit să fie stabilită cu mai mare precizie. A existat o dispută între Floris și episcopul de Utrecht în legătură cu un nou zăgaz de pe Rin, de la Zwammerdam, în 1165, fiind nevoie de medierea împăratului Frederic. Fratele lui Floris, Balduin a devenit episcop de Utrecht în 1178.
De asemenea, a izbucnit un război cu Flandra. Contele Filip I de Flandra își dorea să stăpânească asupra Zeelandei. Floris a fost capturat în Bruges și a fost nevoit să accepte suzeranitatea flamandă în Zeelanda, în schimbul răscumpărării sale, în 1167.
Pe parcursul domniei sale, Floris al III-lea a avut probleme în Frizia apuseană, fiind din nou în război cu contele Filip I de Flandra în legătură cu drepturile lor în asupra Zeelandei apusene, în care a fost din nou înfrânt. În 1170, o mare inundație a cauzat o puternică devastare în regiunea nordică a stăpânirilor sale, fapt ce a cauzat formarea Zuider Zee.
În 1189, Floris l-a însoțit pe Frederic Barbarossa în Cruciada a treia, înca s-a remarcat ca un comandant militar. El a murit în 1190 la Antiohia de pe urma unei epidemii, fiind înmormântat acolo.
Doi dintre fiii săi vor deveni conți de Olanda: Dirk al VII-lea din 1190 și Willem I din 1203.

## Familie și urmași

Blazonul conților de Olanda.

Floris s-a căsătorit în 28 august 1162 cu Ada de Huntingdon, fiică a regelui Henric al Scoției cu Ada de Warenne. Copiii lor au fost:
1. Ada (d. după 1205), căsătorită în 1176 cu margraful Otto I de Brandenburg.
2. Margareta (d. după 1203), căsătorită în 1182 cu contele Teodoric I de Cleves.
3. Dirk, succesor în comitatul de Olanda.
4. Willem, devenit conte de Olanda.
5. Floris (d. 1210), devenit episcop de Glasgow.
6. Balduin (d. 1204).
7. Robert
8. Beatrice
9. Elisabeta
10. Hedwiga
11. Agnes (d. 1228), abatesă de Rijnsburg.